# Майконирська сільська адміністрація
Майкони́рська сільська адміністрація (каз. Майқоңыр ауылдық әкімдігі, рос. Майконырская сельская администрация) — адміністративна одиниця у складі Іртиського району Павлодарської області Казахстану. Адміністративний центр та єдиний населений пункт — село Майконир.
Населення — 342 особи (2021; 612 у 2009, 1353 у 1999, 1994 у 1989).
Станом на 1989 рік існувала Кутузовська сільська рада (села Аккуаткан, Горностаєвка, Кабан, Кутузово, Отділення-1). Села Кабан та Кіши-Мойнак було ліквідовано 2003 року, село Отділення № 1 — 2004 року, село Аккуаткан — 2006 року, Майконирський сільський округ перетворено в сільську адміністрацію.

## Склад
До складу адміністрації входять такі населені пункти:
| Населений пункт     | Старі назви | Населення, осіб (1989) | Населення, осіб (1999) | Населення, осіб (2009) | Населення, осіб (2021) |
| ------------------- | ----------- | ---------------------- | ---------------------- | ---------------------- | ---------------------- |
| Аккуаткан, село     | -           | 226                    | 121                    | -                      | -                      |
| Горностаєвка, село  | -           | 162                    | 94                     | -                      | -                      |
| Кабан, село         | -           | 173                    | 81                     | -                      | -                      |
| Майконир, село      | Кутузова    | 1286                   | 743                    | 612                    | 342                    |
| Отділення № 1, село | Отділення-1 | 147                    | 314                    | -                      | -                      |